# Phymocythere phema
Phymocythere phema är en kräftdjursart som först beskrevs av Hobbs och Walton 1962.  Phymocythere phema ingår i släktet Phymocythere och familjen Entocytheridae. Inga underarter finns listade i Catalogue of Life.